# Enclos paroissial de Bodilis
L'enclos paroissial de Bodilis est un enclos paroissial situé dans la commune de Bodilis (Finistère, Bretagne). Il inclut l'église Notre-Dame, qui s'ouvre par un porche, et sa sacristie, un cimetière et un calvaire en simple crucifix, le tout enclos d'un mur ouvert par des échaliers. L'ossuaire habituel de l'enclos a été détruit en 1825. L'église est classée monument historique en 1910.

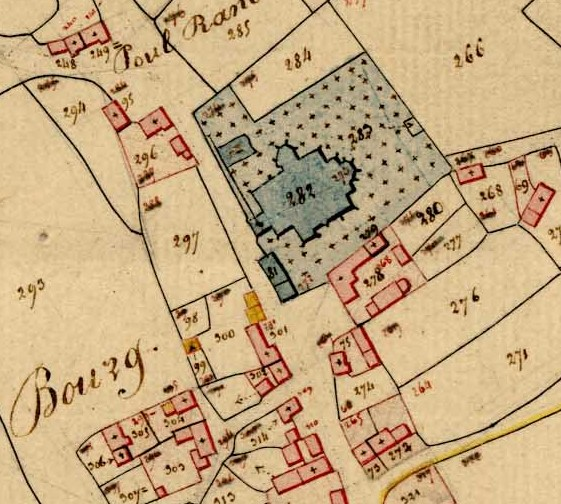
Plan de l'enclos en 1829. 282 : église, 281 : l'ossuaire détruit, 289 : cimetière.

## Galerie

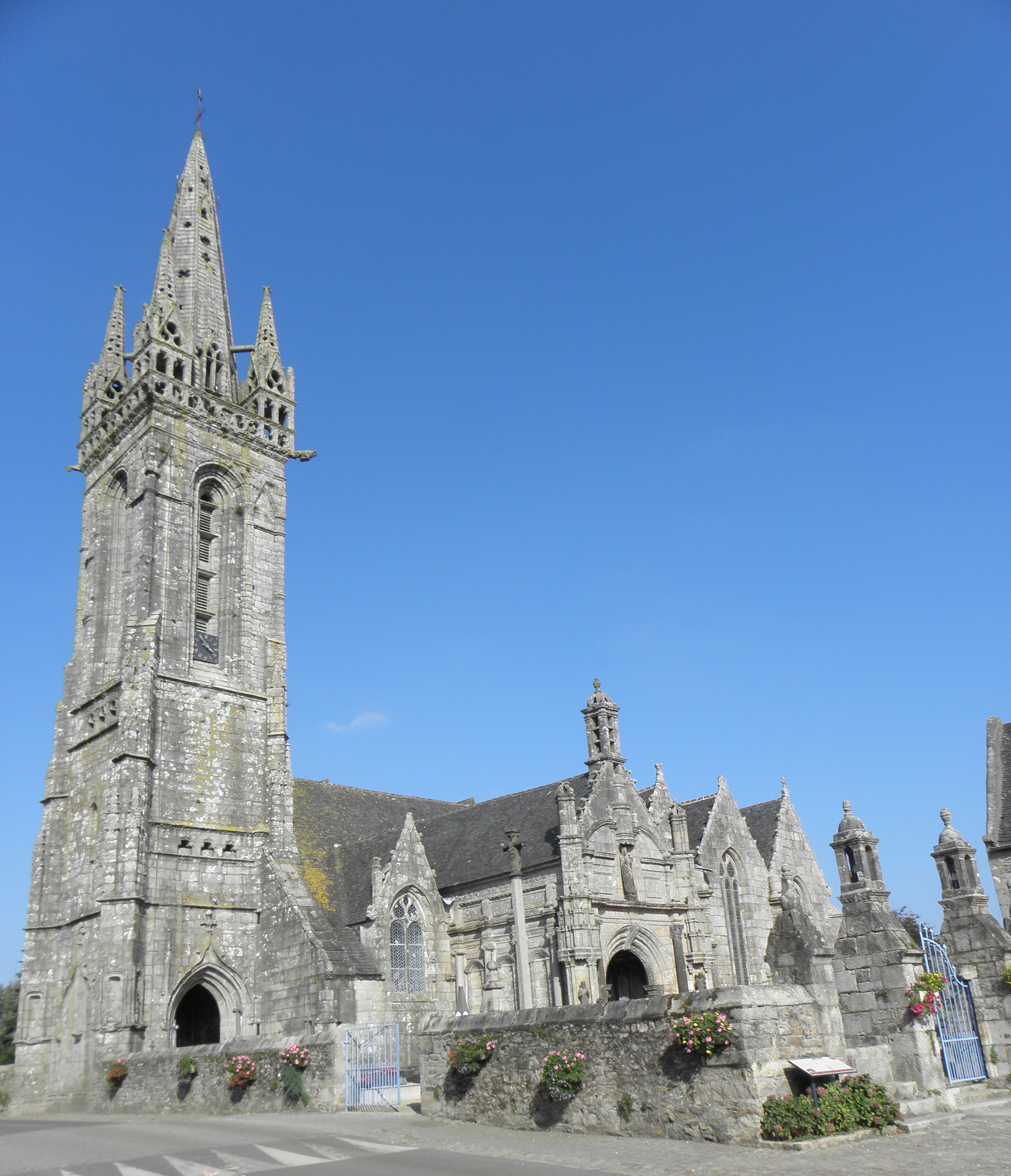
L'enclos.
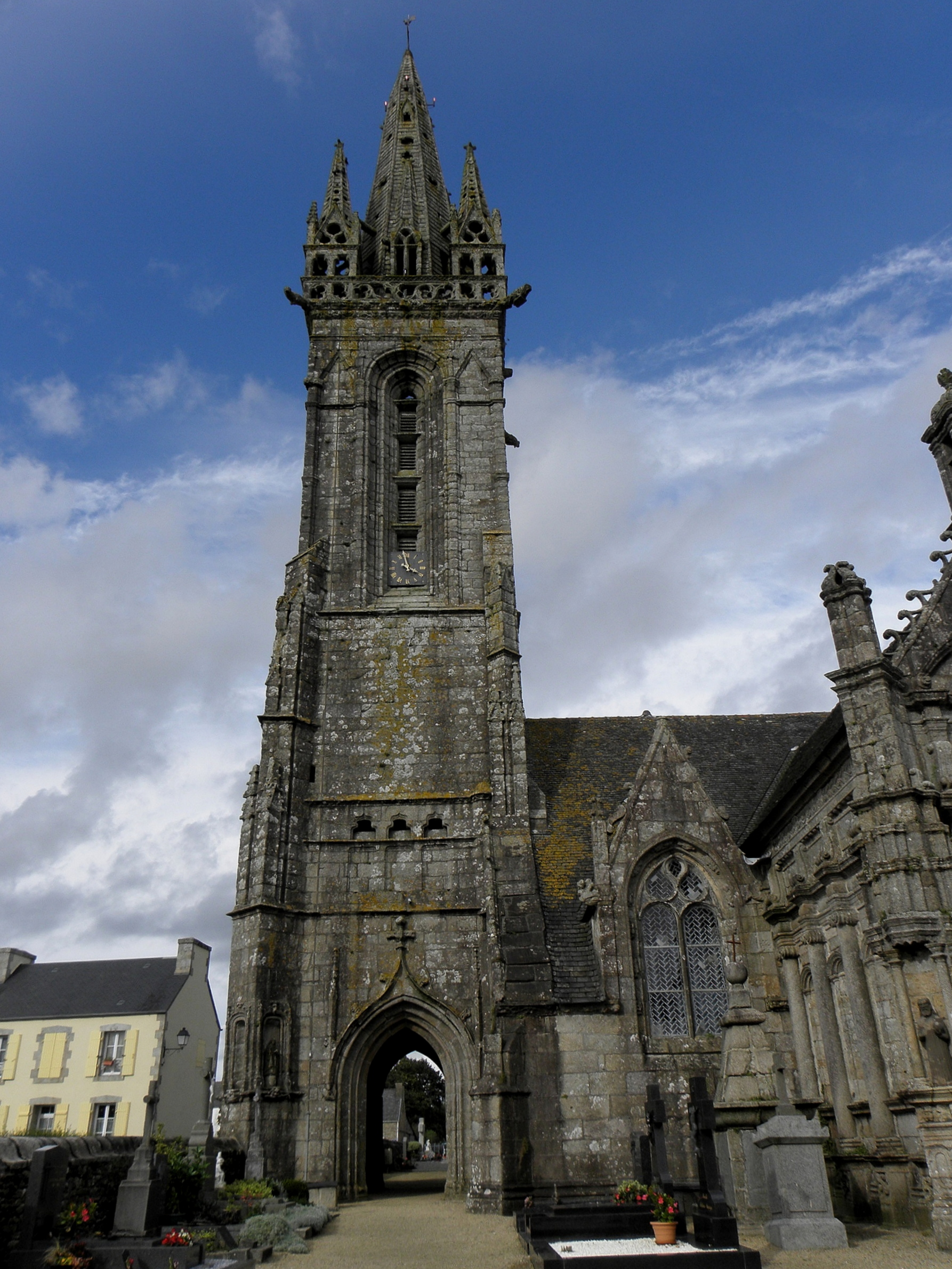
Le clocher-porche.
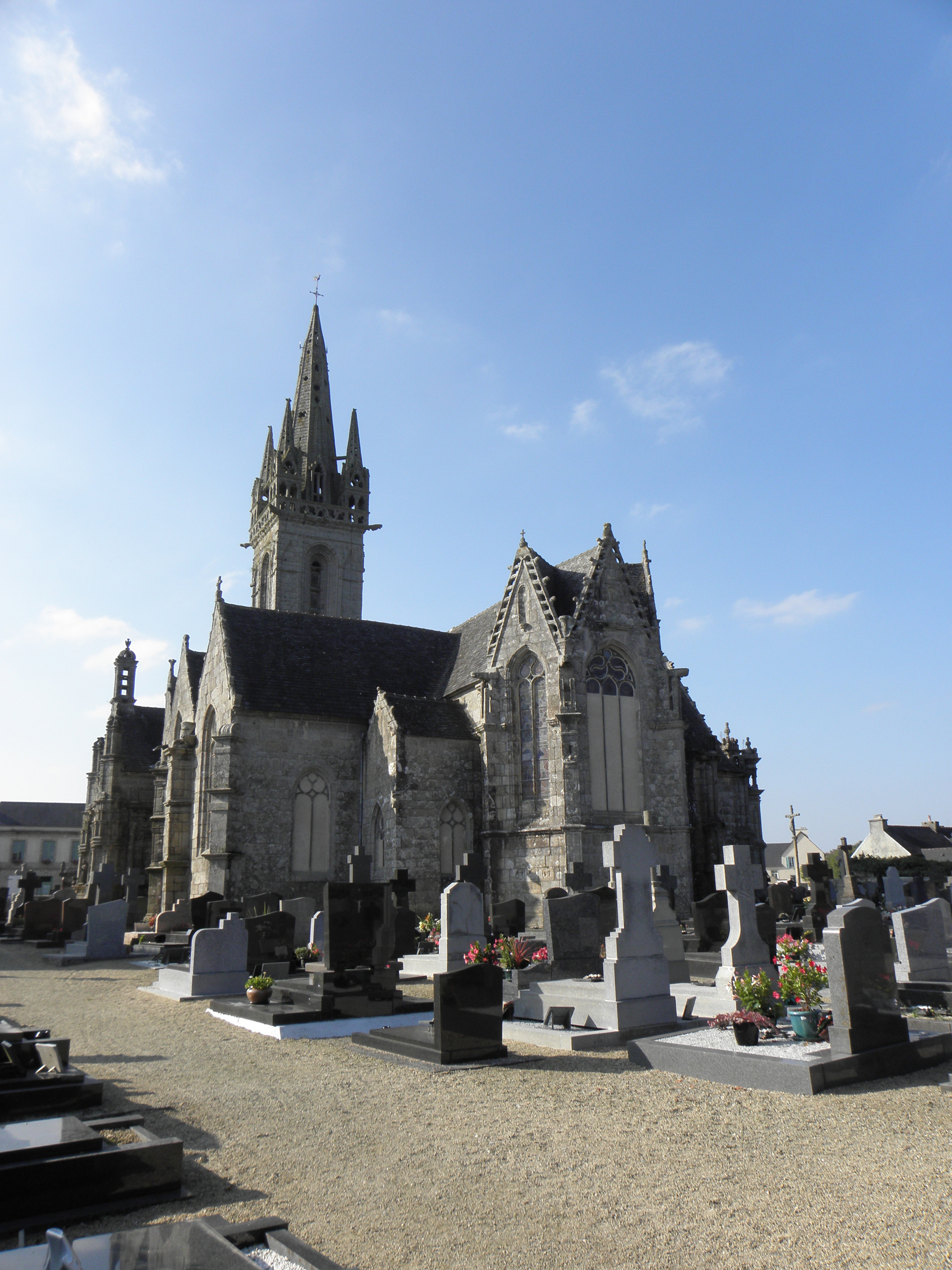
L'église.
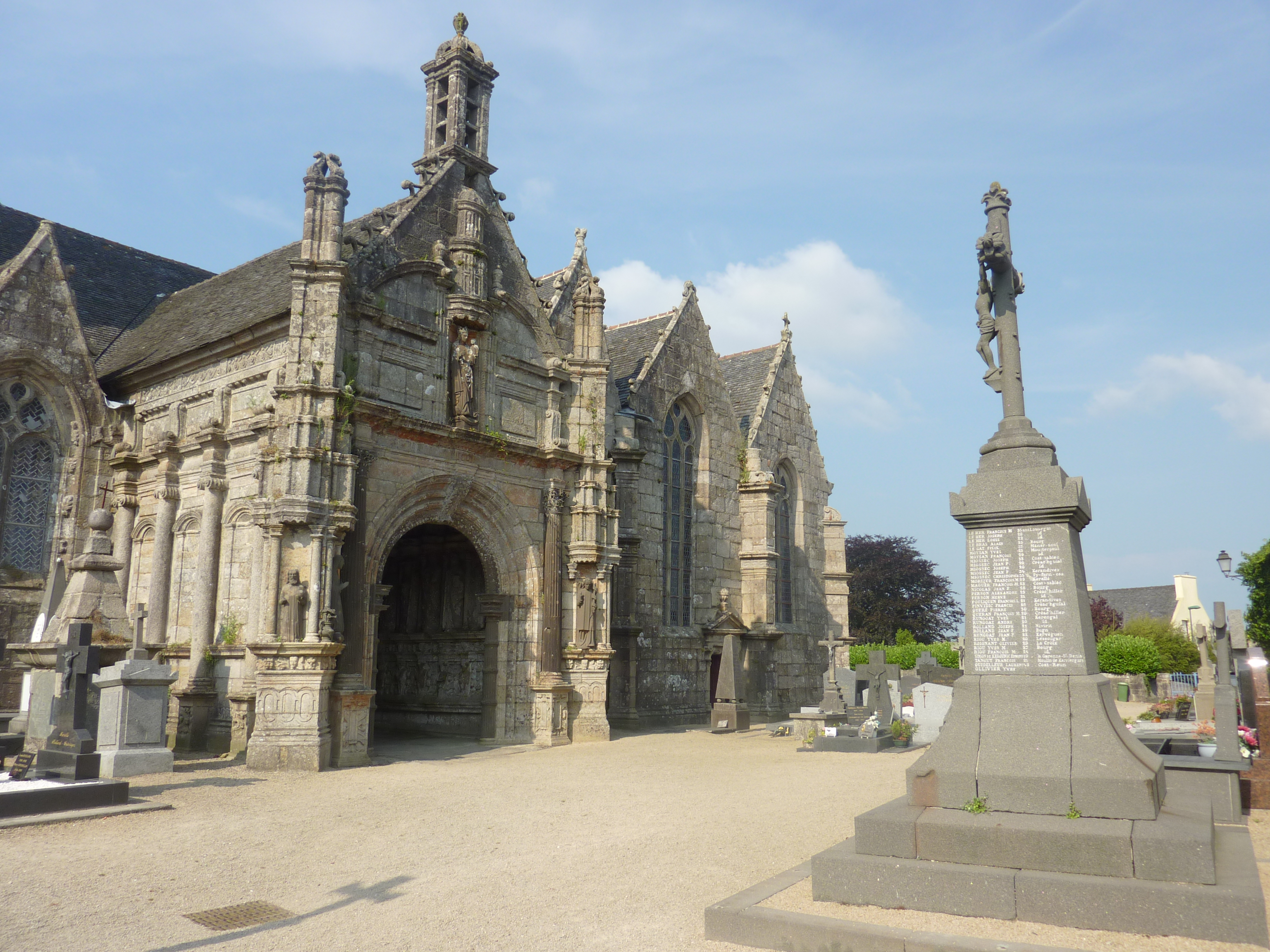
Le porche et le monument aux morts.
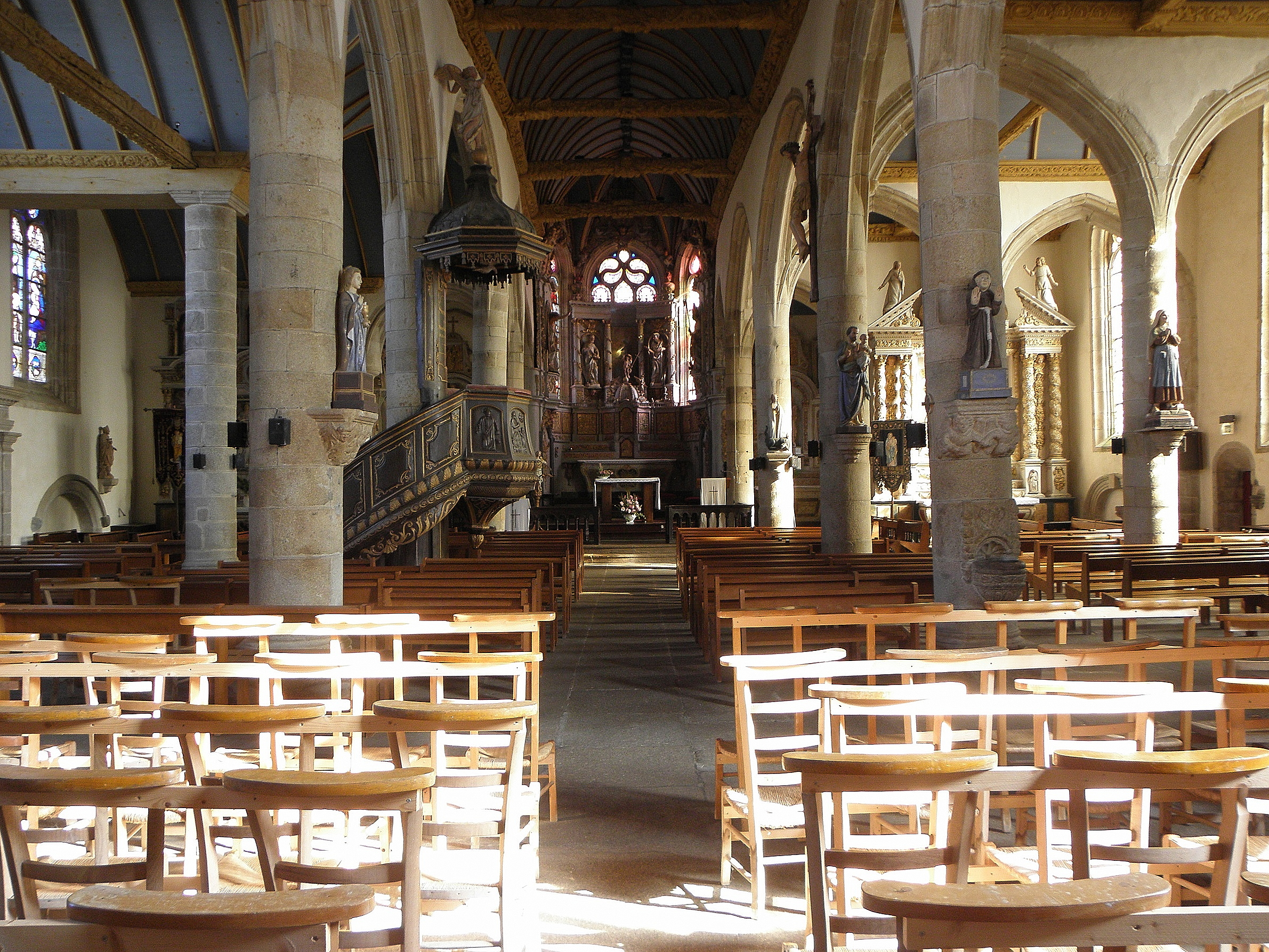
Intérieur de l'église.
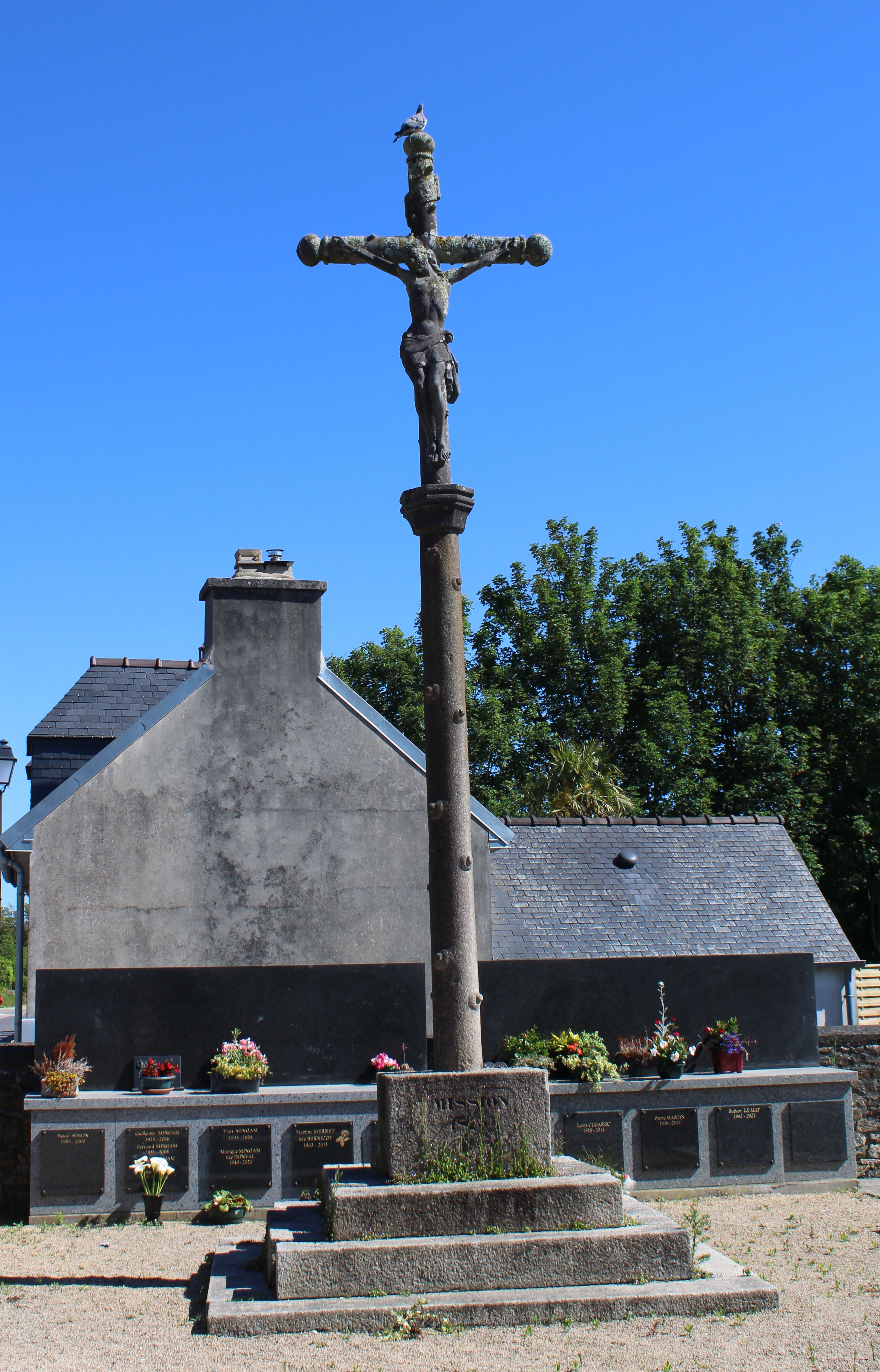
Le calvaire.